# Aterectomía
La aterectomía es una técnica de cirugía endovascular mínimamente invasiva para eliminar la aterosclerosis de los vasos sanguíneos del cuerpo. Es una alternativa a la angioplastia para el tratamiento de la enfermedad de las arterias periféricas, pero los estudios que existen no son adecuados para determinar si es superior a la angioplastia. También se ha utilizado para tratar la enfermedad de las arterias coronarias, aunque sin pruebas de su superioridad sobre la angioplastia..

## Usos
La aterectomía se utiliza para tratar el estrechamiento de las arterias causado por la enfermedad arterial periférica
El uso de la aterectomía en lugar de la angioplastia o además de ella sigue siendo un tema controvertido, ya que la aterectomía suele implicar el uso de dispositivos desechables más costosos, y no existen pruebas claras que justifiquen su uso.

## Técnica
A diferencia de la angioplastia y los estents, que empujan la placa hacia la pared del vaso, la aterectomía corta la placa de la pared de la arteria. Si bien la aterectomía se suele emplear para tratar las arterias, también se puede utilizar en venas e injertos de bypass vascular.
La aterectomía entra en la categoría general de la revascularización percutánea, que implica la recanalización de la vasculatura bloqueada mediante una punción de aguja en la piel. El punto de acceso más común es cerca de la ingle a través de la arteria femoral común (CFA, por sus siglas en inglés). Otros lugares comunes son la arteria braquial, la arteria radial, la arteria poplítea, la dorsalis pedis y otras.
Hay cuatro tipos de dispositivos de aterectomía: orbital, rotacional, láser y direccional.
La decisión de utilizar qué tipo de dispositivo es tomada por el intervencionista, basada en una serie de factores. Entre ellos figuran el tipo de lesión que se está tratando, la experiencia del médico con cada dispositivo y la interpretación de los riesgos y la eficacia de los dispositivos, sobre la base de un examen de la bibliografía médica.